# Portugal op het Eurovisiesongfestival 1994
Portugal nam deel aan het Eurovisiesongfestival 1994 in Dublin, Ierland. Het was de 31ste deelname van het land op het Eurovisiesongfestival. De selectie verliep via het jaarlijkse Festival da Canção. De RTP was verantwoordelijk voor de Portugese bijdrage voor de editie van 1994

## Selectieprocedure
Net zoals de voorbije jaren werd ook dit jaar de kandidaat gekozen via het jaarlijkse Festival da Canção.
De nationale finale werd gehouden in het Theater Sao Luiz de Lisboa in Lissabon en werd gepresenteerd door Nicolau Breyner en Ana Paul Reis.
De winnaar werd gekozen door een jury.
| Volgorde | Artiest          | Lied                          | Punten | Plaats |
| -------- | ---------------- | ----------------------------- | ------ | ------ |
| 1        | Isabel Campelo   | "Malmequer do campo"          | 122    | 3      |
| 2        | Trivium          | Trovas do Demo e d'el Rei     | 84     | 5      |
| 3        | Pedro Miguéis    | " Todos nós alguma vez"       | 136    | 2      |
| 4        | Inova Fora Nada  | " O vento sabe a que quer"    | 83     | 6      |
| 5        | José de Carvalho | " Lisboa, minha linda cidade" | 92     | 4      |
| 6        | Fernanda Lopes   | " Se fores poema"             | 75     | 7      |
| 7        | Tó Carlos        | " Ai dona Inês"               | 46     | 8      |
| 8        | Sara Tavares     | Chamar a música               | 220    | 1      |

## In Dublin
In Ierland moest Portugal optreden als 8ste na Kroatië en voor Zwitserland.
Na de puntentelling bleek dat Portugal als 8ste was geëindigd met een totaal van 73 punten. 
Men ontving 1 keer het maximum van de punten.
Nederland had 3 punten over voor deze inzending en België deed niet mee in 1994.

### Gekregen punten

#### Finale
| 12 punten                        | 10 punten | 8 punten                                  | 7 punten    | 6 punten        |
| -------------------------------- | --------- | ----------------------------------------- | ----------- | --------------- |
| - Spanje                         |           | - Ierland - IJsland - Verenigd Koninkrijk | - Hongarije | - Frankrijk     |
| 5 punten                         | 4 punten  | 3 punten                                  | 2 punten    | 1 punt          |
| - Finland - Zweden - Zwitserland | - Rusland | - Nederland                               |             | - Malta - Polen |

### Punten gegeven door Portugal

#### Finale
Punten gegeven in de finale:
| 12 punten | Ierland             |
| 10 punten | Duitsland           |
| 8 punten  | Verenigd Koninkrijk |
| 7 punten  | Polen               |
| 6 punten  | Frankrijk           |
| 5 punten  | Cyprus              |
| 4 punten  | Malta               |
| 3 punten  | IJsland             |
| 2 punten  | Rusland             |
| 1 punt    | Hongarije           |

1964 · 1965 · 1966 · 1967 · 1968 · 1969 · 1970 · 1971 · 1972 · 1973 · 1974 · 1975 · 1976 · 1977 · 1978 · 1979 · 1980 · 1981 · 1982 · 1983 · 1984 · 1985 · 1986 · 1987 · 1988 · 1989 · 1990 · 1991 · 1992 · 1993 · 1994 · 1995 · 1996 · 1997 · 1998 · 1999 · 2000 · 2001 · 2002 · 2003 · 2004 · 2005 · 2006 · 2007 · 2008 · 2009 · 2010 · 2011 · 2012 · 2013 · 2014 · 2015 · 2016 · 2017 · 2018 · 2019 · 2020 · 2021 · 2022 · 2023 · 2024 · 2025